# Ху сий
„Ху сий“ (Who See) е черногорско хип-хоп дуо, състоящо се от двама членове – Деддух (Деян Дедович) от Котор и Нойз (Марио Джорджевич) от Херцег Нови. Дуетът се сформира през 2002 година, когато записват първия си сингъл „Puff after puff“. Първия си албум, „Sviranje kupcu“, успяват да запишат през 2007 година. След години записват и втори албум, като в дискографията им попадат още шест сингъла. Двамата имат и самостоятелни проекти, а в някои от тях си партнират с други хип-хоп и R&B изпълнители. През 2008 г. участват в хип-хоп фестивала „Refresh“.
Представят Черна Гора в първия полуфинал на „Евровизия 2013“ – заедно с певицата Нина Жижич.